# Anastasiia Motak
Anastasiia Motak (née le 12 novembre 2004 à Jytomyr) est une gymnaste artistique ukrainienne.

## Carrière
Anastasiia Motak remporte la médaille d'argent au saut de cheval au Festival olympique de la jeunesse européenne 2019 à Bakou.
Elle est médaillée d'or au concours par équipes et médaillée de bronze au saut de cheval ainsi qu'à la poutre aux Championnats d'Europe de gymnastique artistique féminine 2020 à Mersin